# Eric Bennett (Bogenschütze)
Eric Bennett (* 4. November 1973) ist ein US-amerikanischer Bogenschütze.
Bennett verlor im Alter von 15 Jahren seinen rechten Arm bis oberhalb des Ellenbogens bei einem Autounfall. Er studierte Physik an der Northern Arizona University und erhielt dort seinen Bachelor. Seinen Master in pädagogischer Betreuung erhielt er an der Arizona State University. Bennett arbeitet heute als Physiklehrer und Tennistrainer an der Mountain Ridge High School in Glendale, Arizona.
Auf Drängen seines Vaters begann Bennett 1999 mit dem Bogenschießen und trat 2007 erstmals bei einem internationalen Turnier an. Das Fehlen seines rechten Armes glich er mit einem speziellen Mundauslöser aus. Nach mehreren Jahren mit dieser Vorrichtung wechselte Bennett schließlich zu einem Schulterauslöser, wodurch er seine Leistung steigern konnte. So qualifizierte er sich beispielsweise für das paralympische Team der Vereinigten Staaten und trat bei den Sommer-Paralympics in Peking an. Momentan hält Bennett sieben nationale Rekorde im Bogenschießen.
Bennett ist verheiratet und hat einen Sohn.

## Erfolge
- 2007: Endeavor Games in Edmond, Oklahoma: Gold und Silber
- 2007: California State Games in Chula Vista, Kalifornien: Gold
- 2007: State Games of America in Colorado Springs, Colorado: Silber
- 2007: IPC World Championships in Cheongju, Südkorea: Vierter Platz
- 2008: Endeavor Games in Edmond, Oklahoma: Gold
- 2008: Teilnahme an den Sommer-Paralympics in Peking